# HD 65810
HD 65810，又名BD-18 2118，SAO 153687、HR 3131，是一颗恒星，视星等为4.61，位于銀經237.16，銀緯6，其B1900.0坐标为赤經7h 55m 23.1s，赤緯-18° 6′ 29″。